# Ministerie van Volksgezondheid, Welzijn en Arbeid
Het ministerie van Volksgezondheid, Welzijn en Arbeid is een ministerie Suriname. Het ministerie van Volksgezondheid was tot 2025 een zelfstandig ministerie. Bij de vorming van het kabinet-Simons werd het ministerie van Arbeid eraan toegevoegd.

## Volksgezondheid
Het directoraat Volksgezondheid (toen nog ministerie) is sinds 15 april 2025 ondergebracht in het nieuwe pand aan de Rodekruislaan. Ervoor bevond het zich in het monumentale pand aan de Henck Arronstraat 64.
De volgende instellingen behoren toe tot dit directoraat:
- Staatsziekenfonds
- Academisch Ziekenhuis Paramaribo
- Medische Zending Suriname
- 's Lands Hospitaal
- Mungra Medisch Centrum
- Sint Vincentius Ziekenhuis
- Psychiatrisch Centrum Suriname
- Stichting Revalidatie Centrum
- Regionale Gezondheidsdienst
- Bedrijf Geneesmiddelen Voorziening Suriname
- Elsje Finck-Sanichar College COVAB
- Stichting Jeugdtandverzorging

## Arbeid
Het ministerie van Arbeid werd tot 2025 gevormd als ministerie van Arbeid, Werkgelegenheid en Jeugdzaken.